# Jan Cina

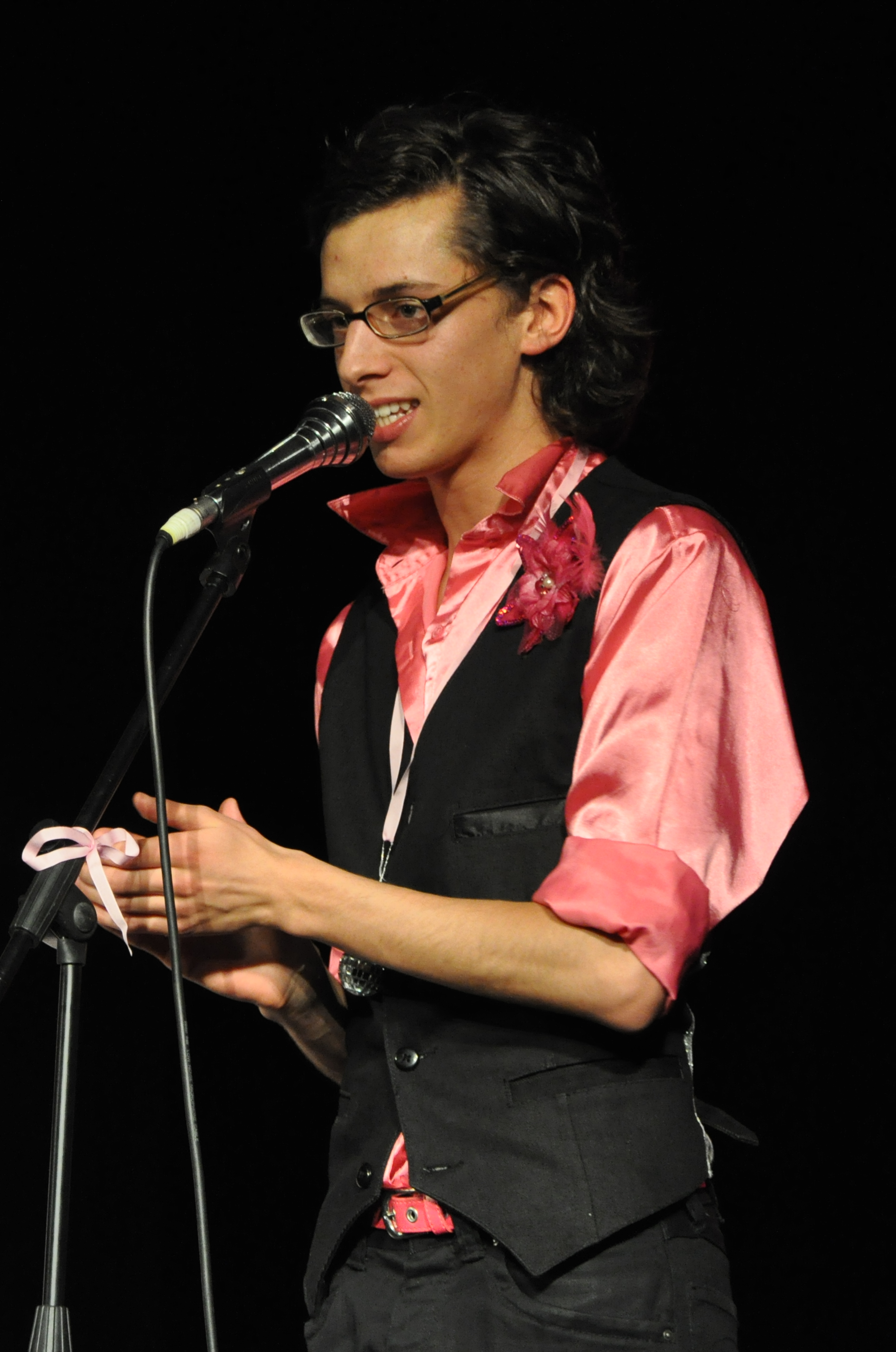
Jan Cina při vystoupení Olats otesoc 2009

Jan Cina (* 20. března 1988 Praha) je český herec. Dětskou roli si zahrál už ve filmu Smradi z roku 2002, jednu z hlavních pak v Místech o 9 let později. Účinkoval v televizních pořadech a seriálech, na divadelních prknech i v dabingu. Působí i jako moderátor. V roce 2021 se stal vítězem 11. řady soutěže StarDance …když hvězdy tančí.

## Život
V roce 2007 maturoval na hudebně dramatickém oddělení Pražské konzervatoře a v roce 2009 zde zakončil studium. Poté absolvoval studium na katedře alternativního a loutkového divadla na DAMU. Ještě před začátkem studia na konzervatoři ale hrál ve filmu Smradi (2002) Zdeňka Tyce, když si ho asistentka režie všimla na představení školního souboru.
Hrál v představeních Divadla Konzervatoře, dále v inscenacích jiných divadel a také v muzikálu Krysy, který nastudoval se spolužáky pod režijním vedením Marie Doležalové. Přes léto 2009 hrál ve Veselých paničkách windsorských v režii Jiřího Menzela na Letních Shakespearových slavnostech. Účinkuje na festiválcích pantomimy, pohybu a improvizace Jsem spokojenej v kině Aero či na Barování Sandry Novákové. Hraje také ve hře Café Chyba.
Jednu z hlavních rolí ztvárnil také v televizní pohádce O dívce, která šlápla na chléb (2007). Hraje i v televizním seriálu TV Nova První krok. S Marií Doležalovou také uváděl televizní pořad Planeta YÓ (2011). V září 2016 vyhrál druhou řadu soutěžního televizního pořadu Tvoje tvář má známý hlas, kde ztvárnil Madonnu, LMFAO, André 3000, Johny Legend, Naďu Urbánkovou, Green Day atd. Šek na 150 000 Kč předal Mobilnímu hospici Ondrášek.
Pracuje také v dabingu. Namluvil například postavu Joffreye Baratheona v seriálu Hra o trůny nebo Axela v Průměrňákových.
Je členem hudební skupiny Olats otesoc. Spolu se skupinou se podílel na krátkém animovaném filmu Až po uši v mechu (2015). V roce 2013 hostoval v písni Duet nemilostný na albu Bereniky Kohoutové Berenika Meets Jazz.
V září 2016 média psala o jeho již desetiletém partnerském vztahu s asi o tři roky starším hercem Petrem Vančurou. Předtím navazoval vztahy se ženami a ještě v roce 2011 svou orientaci tajil. S Petrem Vančurou se však v roce 2022 rozešli.
Po otci je romského původu, ale romsky neumí; bratrancem jeho otce byl Emil Cina (1947–2013), romský spisovatel a redaktor.
V roce 2021 zvítězil v soutěži StarDance …když hvězdy tančí, konkrétně v jedenácté řadě. Jeho taneční partnerkou byla Adriana Mašková.

## Role

### Film
- Smradi (2002) – Lukáš, nejstarší syn
- Místa (2014) – Marek Navrátil
- Čertí brko (2018) – Bonifác
- Národní třída (2019) – Psycho
- Buko (2022)

### Televizní film
- Černý slzy (2002)
- Únos domů (2002) – Kryštof
- O dívce, která šlápla na chléb (2007) – Albert
- Kouzla králů (2008)
- Slíbená princezna (2016)

### Seriál
- Soukromé pasti, díl „Exmanželkou snadno a rychle“ (2008) – 17letý syn Herman
- První krok (2009) – Saša
- Ordinace v růžové zahradě 2 – Maty
- Ach, ty vraždy! (2010) – Roman
- Comeback (2. řada), díl „Komu zvoní hrany“ (2010) – jeden ze zákazníků fastfoodového řetězce HappyChick
- O mé rodině a jiných mrtvolách (2011) – Petr
- Terapie (2011) – Jan
- Pustina (2016) – Lukáš
- Semestr (2016) – Šimon Špaček
- Já, Mattoni (2016) – Ludvík Brauner
- Svět pod hlavou (2017) – Josef Šejba
- Dáma a Král (2018) – Jiří Mladý
- Lynč (2018) – Denis Janeček
- Herec (2020) – Stanislav Láník

### Dabing
- Přestávka: Škola mimo provoz (2001) – Mikey
- Spy Kids: Špioni v akci (2002) – Juni Cortez
- Spy Kids 2: Ostrov ztracených snů (2002) – Juni Cortez
- Glee (2010) – Kurt Hummel
- Taneční akademie (2010) – Samy Lieberman
- Zlatá sedmdesátá (2010) – Eric Forman
- Hra o trůny (2011) – Joffrey Baratheon
- Zasažen bleskem (2012) – Carson Phillips
- Průměrňákovi (2014) – Axel Heck
- Bylo, nebylo (2011) – Peter Pan
- Most! (2019) – Dáša Říhová / Pavel Říha (postsynchron)

### Divadlo
Divadlo Konzervatoře
- Tři v tom (2007–2009) – Zanni
- Yvonna, princezna Burgundská (2008–2009) – princ Filip
- Eurydika (2008–2009) – hotelový zřízenec
- Liliomfi (2008–2009) – číšník Ďuri

Divadlo Studio DVA
- Šíleně smutná princezna (2016) – princ
- Malý princ (2018) - princ[11]

Divadlo Na Prádle
- Obchodník s deštěm (2004) – Jim
- Krysy (2009) – mafiánský boss Donald

Divadlo na Vinohradech
- Na flámu (2010) – číšník

Depresivní děti touží po penězích
- Salome
- Kanibalové – chlapec Ramaseder, oběť

Letní shakespearovské slavnosti
- Veselé paničky windsorské (premiéra 25. června 2009) – Fenton
- Romeo a Julie (premiéra 25. června 2015) – Benvolio

Strašnické divadlo
- Mauglí (Knihy džunglí) (2005–2006) – Mauglí
- Tři v tom (obnovená premiéra hry Divadla Konzervatoře 25. října 2009) – Zanni

Divadlo Inspirace
- Smrt jara (2007) pantomimické představení

Divadlo Kalich
- muzikál Mauglí (2013) – Mauglí
- Podivný případ se psem (2015) – Christopher

Divadlo Hybernia
- Quasimodo (2011) – Špindíra
- Přízrak Londýna (2015) – Henry

A studio Rubín
- Moje malá úchylka (2017)

Letní scéna Musea Kampa
- Marta (2022) – Václav Neckář